# Списак припадника Прве пролетерске бригаде на дан формирања 21.12.1941.
|  | Овај чланак је саставни део чланка о Првој пролетерској ударној бригади. |

Списак бораца Прве пролетерске народноослободилачке ударне бригаде приликом формирања бригаде 21. децембра 1941. године у Рудом.

## Штаб бригаде
Састав првог Штаба бригаде на дан формирања бригаде:
- командант: Коча Поповић (Београд, 1908) резервни поручник ЈВ, народни херој
- политички комесар: Филип Кљајић Фића (Тремушњак, Петриња, 1913) погинуо јула 1943, народни херој
- заменик команданта: Данило Лекић Шпанац (Андријевица, 1913)[а] народни херој
- заменик политичког комесара: Мијалко Тодоровић (Драгушица, Крагујевац, 1913) народни херој

### Бригадни санитет
Састав првог бригадног санитета:
- референт санитета: Борислав Божовић (Рогами, Подгорица, 1913) лекар
- помоћник референта санитета: Драгиша Пајовић (1919) студент медицине, погинуо јуна 1943.
- руководилац санитетске опреме: Душан Милишић (1908) погинуо 1943.

#### Санитетско одељење
Састав санитетског одељења:
- руководилац одељења: Љубица Живковић (Бјелопавлићи, Даниловград, 1918) погинула јуна 1943.

- Јулија Вукашиновић Дулетић (Копиље, Подгорица, 1921) болничарка
- Милка Вукашиновић (Копиље, Подгорица, 1923) болничарка
- Љубица Вукашиновић Јовановић (Радовче, Подгорица, 1918) болничарка
- Ангелина Гина Вуксан (Ужице, 1923) болничарка, погинула јуна 1943.
- Бранка Вучинић Павићевић (Рогами, Подгорица, 1921) болничарка
- Косара Вучинић Милутиновић (1920) болничарка
- Ксенија Јовановић (Подгорица, 1912) болничарка
- Миљуша Јовановић (Завлака, Подгорица, 1917) болничарка
- Вера Кремић (Крагујевац, 1919) болничарка
- Ружа Лоз (1922) болничарка, погинула јануара 1942.
- Стајка Савић (Косјерић, 1916) болничарка
- Стефанија Симовић Стефа (Црнци, Подгорица, 1912) болничарка, погинула јула 1943.
- Тонка Старчевић (Делнице, 1920) болничарка

#### Хируршка екипа
Састав Хируршке екипе:
- шеф хируршке екипе: Ђуро Мештеровић (Српски Итебеј, Житиште, 1908) лекар

- Живанка Вићентијевић Сека (Забрежје, Обреновац, 1922) инструментарка
- Драгица Јујић Жабица (Славонија, 1929) болничарка
- Лујза Пихлер, партизанско име Борка Денић (Приједор, 1903) инструментарка
- Милеса Станојловић (Дружетић, Коцељева, 1920) болничарка, погинула јуна 1943.

## Први црногорски (ловћенски) батаљон
Први црногорски ловћенски батаљон је на дан формирања бригаде имао три чете са 154 борца. Борци овог батаљона били су из Ловћенског одреда (94), Комског одреда (55) и из других јединица одреда за операције у Санџаку (10). Борци Прве и Друге чете били су из Ловћенског батаљона, који је 1. децембра 1941. учествовао у неуспелом нападу на Пљевља. У току ове борбе, батаљон је успео да упадне у град, заузме неколико важнијих објеката и у њима се задржи читавог дана, а у току ноћи се под борбом извукао из града. У овим тешким борбама батаљон је имао 150 мртвих и рањених бораца. До доласка у Рудо, водио је неколико борби између Пљеваља и Рудог. Трећу чету чинили су борци из Комског батаљона, који је био са територије Васојевића, Колашина и Мојковца. Они су такође учествовали у нападу на Пљевља.

### Штаб Првог батаљона
Састав првог Штаба Првог црногорског (ловћенског) батаљона:
- командант: Петар Перо Ћетковић (Љуботињ, Цетиње, 1907) капетан прве класе ЈВ,  погинуо марта 1943, народни херој
- политички комесар: Јово Капичић (Гаета, Италија, 1919) народни херој
- заменик команданта: Андрија Андро Ломпар (Боково, Цетиње, 1907) погинуо марта 1944.
- заменик политичког комесара: Владимир Владо Шћекић (1917) народни херој
- референт санитета: Иво Поповић Ђани (Цетиње, 1914) студент медицине
- болничарка: Мила Ћетковић Капичић (Пљевља 1920)
- борац: Томо Ћетковић (Љуботињ, Цетиње, 1882)
- курир: Шпиро Лагатор (Улцињ, 1920)
- курир: Петар Попивода (Бјелице, Цетиње, 1920) погинуо априла 1943.

### Прва чета Првог батаљона
Списак бораца Прве чете Првог црногорског (ловћенског) батаљона:
- командир чете: Гајо Војводић (Грађани, Цетиње, 1914)
- политички комесар чете: Ђоко Вукићевић (Богути, Цетиње, 1914) народни херој
- заменик командира чете: Владо Дапчевић (Вигњевићи, Цетиње, 1917)
- заменик политичког комесара чете: Ристо Лекић (Сеоце, Бар, 1909) погинуо јуна 1943, народни херој
- борци:

1. Јован Јово Барјамовић (1919) умро фебруара 1942. од последица Игманског марша
2. Велиша Војводић (1914) погинуо децембра 1942.
3. Ђоко Војводић (1916) погинуо маја 1942, народни херој
4. Коста Војводић (1920) погинуо марта 1942.
5. Ђуро Вујовић (1911) погинуо јуна 1943, народни херој
6. Марко Вујовић Зеко (1890) погинуо августа 1942.
7. Милутин Вукићевић (1919)
8. Марко Вулетић (1911)
9. Блажо Вучковић (1914)
10. Јован Вучковић (1914) погинуо априла 1944, народни херој
11. Петар Газивода (1908)
12. Митар Дабановић (1912)
13. Шпиро Дабановић (1900) заробљен и стрељан априла 1942.
14. Свето Дрецун (1923) погинуо априла 1945.
15. Блажо Ђукановић (1914)
16. Нико Ђурашевић (1915)
17. Павле Јовићевић (1914)
18. Јово Кнежевић (1909)
19. Ђоко Костић (1912) погинуо јуна 1943.
20. Блажо Лекић (1910)
21. Ристо Лекић (1902) погинуо фебруара 1943.
22. Ђоко Лопичић (1918) погинуо јуна 1943.
23. Урош Лопичић (1919) погинуо маја 1942.
24. Даница Мартиновић (1913) болничарка
25. Божо Машановић (1919)
26. Бранко Михаљевић (1923) погинуо августа 1942.
27. Саво Никаљевић (1917) погинуо априла 1943.
28. Божо Орландић (1914)
29. Шпиро Орландић (1905) погинуо октобра 1943.
30. Владо Пејаковић (1912)
31. Милан Петричевић (1914) погинуо јула 1943.
32. Божо Прља (1916)
33. Милутин Прља (1920) погинуо јуна 1943.
34. Петар Прља (1911) погинуо фебруара 1943.
35. Мишо Пурлија (1918) погинуо фебруара 1943.
36. Марко Радоман (1910) погинуо марта 1943.
37. Јово Радуловић (1906) погинуо маја 1943.
38. Владимир Роловић (1915) народни херој
39. Лабуд Татар (1909)
40. Јово Томовић (1907)
41. Светозар Ћорац (1913) погинуо августа 1942.
42. Блажо Црвенко (1914) погинуо априла 1943.
43. Владо Црвенко (1920) погинуо јула 1943.
44. Арсо Црнчевић (1916) погинуо априла 1943.
45. Вучета Црнчевић (1921) погинуо јуна 1943.
46. Петар Пешо Црнчевић (1919) погинуо јануара 1944.
47. Видо Шабан (1912)

### Друга чета Првог батаљона
Списак бораца Друге чете Првог црногорског (ловћенског) батаљона:
- командир чете: Саво Бурић (Загреда, Даниловград, 1916) народни херој
- политички комесар чете: Јово Поповић (Очинићи, Цетиње, 1915) погинуо фебруара 1942.
- заменик командира чете: Душан Влаховић (Трмање, Подгорица, 1910)
- заменик политичког комесара чете: Ђуро Лончаревић (Гусиње, 1920) народни херој
- борци:

1. Војо Абрамовић (1912) десетар
2. Филип Бајовић (1908) погинуо децембра 1942.
3. Милић Бајагић (1916)
4. Павле Батричевић (1908) десетар, погинуо фебруара 1942.
5. Божо Биговић (1914)
6. Милан Биговић (1909)
7. Јоко Борота (1910)
8. Вуко Влаховић (1906)
9. Драгутин Влаховић (1912)
10. Дуња Влаховић (1914) болничарка
11. Милија Влаховић (1908) погинуо фебруара 1942.
12. Шпиро Вујовић (1918) погинуо фебруара 1943, народни херој
13. Божо Гардашевић (1917) десетар
14. Радован Гардашевић (1914) погинуо маја 1943, народни херој
15. Бошко Дедејић Поп (1907) погинуо новембра 1944, народни херој
16. Мато Дервиш (1912) погинуо јула 1942.
17. Спасоје Драговић (1919) погинуо априла 1943, народни херој
18. Саво Ђукановић (1923)
19. Вујадин Зоговић (1914) погинуо маја 1942, народни херој
20. Милош Кривокапић (1919) погинуо
21. Ђуро Мариновић (1909)
22. Никола Мариновић (1913) погинуо јуна 1943.
23. Љубо Мартиновић (1914) погинуо децембар 1944.
24. Крсто Медиговић (1917) погинуо маја 1942.
25. Станка Милутиновић Шпадијер (1920) болничарка
26. Мироје Павићевић (1914) водник, умро крајем 1942.
27. Иво Павловић (1911) погинуо јуна 1942.
28. Блажо Попивода (1911) погинуо октобра 1944, народни херој
29. Радован Поповић (1919) погинуо марта 1943.
30. Шпиро Срзентић (1916)
31. Марко Станишић Стари (1907) десетар, погинуо маја 1942.
32. Марко Станишић (1919) народни херој
33. Милош Франовић (1912) погинуо јуна 1943.
34. Миљан Чогурић (1920)
35. Душан Шабан (1920)
36. Шпиро Шпадијер (1914) водник

### Трећа чета Првог батаљона
Списак бораца Треће чете Првог црногорског (ловћенског) батаљона:
- командир чете: Секула Вукићевић (Бабино, Беране, 1909) погинуо децембра 1942.
- политички комесар чете: Александар Марјановић Леко (Краље, Андријевица, 1912) погинуо 1944.
- борци:

1. Бранко Анђелић (1926) погинуо фебруара 1942.
2. Крсто Бајић (1919) погинуо августа 1944, народни херој
3. Бранка Бакочевић (1923) болничарка, погинула јуна 1943.
4. Хамид Беширевић (1919) погинуо јуна 1943, народни херој
5. Раде Бојовић (1910) погинуо маја 1942.
6. Страдо Бојовић (1918)
7. Мило Боричић (1921)
8. Јелена Јела Булатовић (1921) болничарка
9. Радуле Булатовић (1918)
10. Зарија Вељић (1925) погинуо децембра 1942.
11. Радоња Вешовић (1924)
12. Димитрије Војводић Зеко (1909) десетар, народни херој
13. Ђуро Војводић (1921)
14. Томо Војводић (1910) погинуо јуна 1943.
15. Душан Вујошевић (1912) вођа митраљеског одељења, погинуо септембра 1943, народни херој
16. Светозар Горац (1913) погинуо августа 1942.
17. Спасоје Гошовић (1911) погинуо априла 1943.
18. Иво Дапчевић (1916) погинуо децембра 1942.
19. Милисав Дашић (1912) погинуо марта 1942.
20. Јусуф Дорић (1922) погинуо маја 1942.
21. Јакша Драговић (1910) погинуо јуна 1943.
22. Милорад Драшковић (1923)
23. Тале Дрпљанин (1916) погинуо маја 1942.
24. Никола Ђукановић (1920) погинуо децембра 1944.
25. Вуксан Ђукић (1916) погинуо децембра 1943, народни херој
26. Гојко Ђукић (1923)
27. Милија Ђукић (1910)
28. Живко Живковић (1912) водник, народни херој
29. Милош Журић (1920)
30. Иван Јанковић (1926) погинуо фебруара 1942.
31. Рајко Јанковић (1923) погинуо маја 1942.
32. Батрић Јовановић (1922)
33. Војислав Јововић (1915) водник пратећег вода
34. Бећир Ковијанић (1922)
35. Милош Коматина (1885) погинуо августа 1942, народни херој
36. Рајко Кораћ (1916) десетар, умро јула 1942.
37. Драгутин Лутовац (1923) погинуо марта 1942.
38. Милун Лутовац (1916) погинуо маја 1942.
39. Војо Масловарић (1914) погинуо децембра 1942, народни херој
40. Саво Машковић (1914) погинуо децембра 1944, народни херој
41. Душан Недић (1907)
42. Михаило Недовић (1926) погинуо децембра 1942.
43. Мила Нешовић (1924) болничарка
44. Мирко Нововић (1917) народни херој
45. Милић Ракочевић Доктор (1917) погинуо 1943.
46. Саво Ракочевић (1910) погинуо октобра 1942.
47. Данило Симоновић (1918)
48. Петар Симоновић (1910)
49. Милоња Стијовић (1910)
50. Бранко Тошић (1922)
51. Јанко Ћировић (1904) водник
52. Бориша Шћепановић (1912)

## Други црногорски батаљон
Други црногорски ловћенски батаљон је на дан формирања бригаде имао три чете са 189 борца. Борци Прве и друге чете били су из Пиперске и Кучко-братоножићке чете батаљона „18. октобар” Зетског партизанског одреда, са територије подгоричког среза, а борци Треће чете из батаљона „Бијели Павле”, углавном са територије даниловградског среза. Борци батаљона „18. октобар” ратно искуство стекли су у борбама око Подгорице и у нападу на италијанску колону на путу Подгорица—Колашин, код Јелиног дуба 18. октобра 1941. године. Учествовали су у нападу на Пљевља, 1. децембра 1941, када су обезбеђивали правац од Пријепоља и на Савином Лакту, из заседе уништили италијанску колону, са 18 камиона, која је кренула у помоћ нападнутом гарнизону у Пљевљима. Од укупно 408 бораца батаљона „18. октобар”, након пораза у Пљевљима, њих 135 је добровољно ступило у Прву пролетерску бригаду. Борци батаљона „Бијели Павле”, своје ратно искуство стекли су у борбама око Даниловграда, на Вељем брду, око пута Подгорица—Никшић и у борби на Јелином дубу. Током напада на Пљевља, борци овог батаљона успели су да заузму утврђење Мали Богишевац, али су том приликом изгубили око 100 војника и морали су се повући. Од преосталих бораца батаљона, њих 54 се добровољно пријавило за Прву пролетерску бригаду.

### Штаб Другог батаљона
Састав првог Штаба Другог црногорског батаљона:
- командант: Радован Вукановић (Рогами, Подгорица, 1906), народни херој
- политички комесар: Мојсије Митровић (Кржања, Подгорица, 1913), погинуо августа 1942.
- заменик команданта: Васо Јовановић (Подгорица, 1915) ваздухопловни поручник ЈВ
- заменик политичког комесара: Милија Секуловић (Брскут, Подгорица, 1914), погинуо 1943.

### Прва чета Другог батаљона
Списак бораца Прве чете Другог црногорског батаљона:
- командир: Божо Божовић (Рогами, Подгорица, 1911) народни херој
- политички комесар: Вуксан Љумовић (Црнци, Подгорица, 1914)
- заменик командира: Љубо Божановић (Црнци, Подгорица, 1914)
- болничарка: Олга Бешић (Стијена, Подгорица, 1920), погинула новембра 1942.
- борци:

1. Душан Божановић (Црнци, Подгорица, 1922), погинуо маја 1943.
2. Видак Божовић (Рогами, Подгорица, 1919)
3. Вујадин Божовић (Веље Брдо, Подгорица, 1912), погинуо јануара 1942.
4. Милош Божовић (Стијена, Подгорица, 1920), погинуо октобра 1942.
5. Радомир Божовић (Стијена, Подгорица, 1920)
6. Славко Божовић (Стијена, Подгорица, 1921)
7. Часлав Божановић (Стијена, Подгорица, 1915)
8. Мило Брковић (Веље Брдо, Подгорица, 1925), погинуо фебруара 1943.
9. Петар Брновић (Црнци, Подгорица, 1921), погинуо јануара 1921.
10. Вукадин Влаховић (Трмање, Колашин, 1915) ваздухопловни подофицир ЈВ
11. Вуксан Влаховић (Рогами, Подгорица, 1911)
12. Јован Вукановић (Рогами, Подгорица, 1912) народни херој
13. Спасоје Вукашиновић (Копиље, Подгорица, 1918)
14. Стоја Вукашиновић (Копиље, Подгорица, 1920)
15. Дукљан Вукотић (Ђурковићи, Подгорица, 1915)
16. Васо Вукотић Пипер (Ђурковићи, Подгорица, 1914)
17. Војислав Вуликић (Ђурковићи, Подгорици, 1914)
18. Бранко Вучинић (Рогами, Подгорица, 1918)
19. Вуксан Вучинић (Рогами, Подгорица, 1914)
20. Војин Глигоријевић (Црнци, Подгорица, 1917), погинуо јуна 1943.
21. Војин Дармановић Чекрдеко (Близина, Подгорица, 1917)
22. Милинко Иванчевић Муса (Близина, Подгорица, 1920), погинуо 1942.
23. Мијајло Ивановић Мрка (Мрке, Подгорица, 1905), погинуо 1944.
24. Драгомир Љумовић (Црнци, Подгорица, 1918) подофицир ЈВ, погинуо јануара 1942.
25. Милика Љумовић (Црнци, Подгорица, 1922), погинуо јануара 1942.
26. Владо Љумовић (Копиље, Подгорица, 1920) водник, погинуо маја 1943.
27. Вучета Љумовић (Црнци, Подгорица, 1912), погинуо јануара 1942.
28. Лука Марковић (Стијена, Подгорица, 1915)
29. Радован Марковић (Стијена, Подгорица, 1908), погинуо 1944.
30. Василије Васко Матковић (Црнци, Подгорица, 1920), погинуо јула 1943.
31. Драго Матковић (Црнци, Подгорица, 1923)
32. Петар Матовић (Радећа, Подгорица, 1902), погинуо маја 1943.
33. Машан Милутиновић (Веље Брдо, Подгорица, 1915)
34. Златија Милутиновић (Црнци, Подгорица, 1920) болничарка
35. Станко Новаковић (Церовици, Подгорица, 1921)
36. Новак Перковић (Церовици, Подгорица, 1921), погинуо августа 1942.
37. Милија Пилетић (Завала, Подгорица, 1920), погинуо 1943.
38. Бошко Поповић (Близина, Подгорица, 1922), погинуо јуна 1943.
39. Ђорђе Ђоле Поповић (Црнци, Подгорица, 1918) подофицир ЈВ, погинуо августа 1944.
40. Иван Поповић (Црнци, Подгорица, 1914), погинуо јуна 1943.
41. Милан Поповић (Црнци, Подгорица, 1916)
42. Радивоје Поповић (Црнци, Подгорица, 1908), умро 1942.
43. Радован Поповић (Близина, Подгорица, 1910), погинуо јуна 1943.
44. Радомир Поповић Близански (Близина, Подгорица, 1914), погинуо марта 1943.
45. Радомир Поповић Душко (Близина, Подгорица, 1917)
46. Радомир Поповић Црначки (Црнци, Подгорица, 1916)
47. Велимир Радевић (Ожези, Подгорица, 1921), погинуо јуна 1943.
48. Владо Радевић (Рогами, Подгорица, 1914)
49. Петар Радевић (Рогами, Подгорица, 1918) ваздухопловни потпоручник-пилот ЈВ, народни херој
50. Радомир Радевић (Рогами, Подгорица, 1920)
51. Милентије Радовановић (Ријека Пиперска, Подгорица, 1920)
52. Милош Радовановић (Ријека Пиперска, Подгорица, 1916)
53. Саво Радовановић (Ријека Пиперска, Подгорица, 1914)
54. Дара Ћетковић (Бели, Подгорица, 1921)
55. Милисав Ћетковић (Црнци, Подгорица, 1922), погинуо јануара 1942.
56. Велимир Џанкић (Црнци, Подгорица, 1924), погинуо маја 1943.

### Друга чета Другог батаљона
Списак бораца Друге чете Другог црногорског батаљона:
- командир: Блажо Ивановић (Златица, Подгорица, 1908), погинуо јуна 1942.
- политички комесар: Спасо Божовић (Загреда, Подгорица, 1914), погинуо јуна 1943.
- заменик командира: Радован Петровић (Биоче, Подгорица, 1917), погинуо јануара 1942, народни херој
- борци:

1. Александар Бјелојевић Ћабо (Морачица, Подгорица, 1920)
2. Богдан Вујошевић (Маслине, Подгорица, 1912) народни херој
3. Гавро Вујошевић Ганди (Орахово, Подгорица, 1914)
4. Ђоко Вујошевић (Орахово, Подгорица, 1912)
5. Миладин Вујошевић Шего (Орахово, Подгорица, 1920)
6. Милош Вујошевић Мића (Орахово, Подгорица, 1908)
7. Радомир Вујошевић Љака (Загреда, Подгорица, 1922)
8. Милош Вуксановић (Биоче, Подгорица, 1918)
9. Милован Вучевић (Брезјово, Подгорица, 1909), погинуо фебруара 1943.
10. Ђуро Гогић (Лутово, Подгорица, 1913), погинуо фебруара 1943.
11. Блажо Гошовић (Кржања, Подгорица, 1917)
12. Раде Гошовић Рашко (Кржања, Подгорица, 1924), погинуо фебруара 1924.
13. Радомир Гошовић (Кржања, Подгорица, 1914)
14. Војислав Војо Грујић (Клопот, Подгорица, 1913), погинуо марта 1943.
15. Грујо Грујић (Клопот, Подгорица, 1918), погинуо јуна 1943.
16. Светозар Грујић (Клопото, Подгорица, 1916), погинуо јуна 1943.
17. Радован Досковић (Барице, Бијело Поље, 1924), погинуо јуна 1943.
18. Батрић Ивановић Бојо (Сјенице, Подгорица, 1897)
19. Богдан Ивановић Бојо (Дољани, Подгорица, 1910) десетар
20. Божидар Ивановић (Дољани, Подгорица, 1915)
21. Војин Ивановић Војо (Дољани, Подгорица, 1913), погинуо јуна 1943.
22. Михаило Илић Иџо (Клопот, Подгорица, 1922), погинуо јула 1943.
23. Блажо Јовановић (Лутово, Подгорица, 1919)
24. Грујо Јовановић (Лутово, Подгорица, 1919), погинуо 1944.
25. Миљан Јокановић (Врбица, Подгорица, 1917)
26. Марко Кркелић (Лутово, Подгорица, 1912)
27. Милутин Кркелић (Лутово, Подгорица, 1921)
28. Владо Лаковић (Медун, Подгорица, 1916), погинуо новембар 1943.
29. Војислав Лакочевић (Медун, Подгорица, 1915), погинуо јуна 1943.
30. Новица Мановић (Петковић, Пријепоље, 1918), погинуо маја 1943.
31. Ананије Манојловић (Кржања, Подгорица, 1911), заробљен и стрељан марта 1945.
32. Лука Марковић (Брскут, Подгорица, 1919)
33. Љубица Марковић (Загорич, Подгорица, 1925) болничарка
34. Мило Марковић (Брскут, Подгорица, 1915), погинуо јануара 1942.
35. Вукашин Милић Туље (Кржања, Подгорица, 1921)
36. Лабуд Милић (Орахово, Подгорица, 1911)
37. Димитрије Миличковић (Петровићи, Подгорица, 1921), погинуо јуна 1943.
38. Војислав Мићковић (Безјово, Подгорица, 1915), погинуо новембра 1942.
39. Милосав Мићковић (Безјово, Подгорица, 1910), погинуо априла 1942.
40. Савић Мићковић (Безјово, Подгорица, 1912)
41. Милисав Никић (Орахово, Подгорица, 1924)
42. Димитрије Петовић Драго (Сјеница, Подгорица, 1914), погинуо јануара 1944.
43. Александар Петровић Леко (Клопот, Подгорица, 1920)
44. Божина Петровић Боље (Косор, Подгорица, 1911), погинуо октобра 1942.
45. Ђуро Петровић (Биоче, Подгорица, 1924)
46. Рајко Петровић (Биоче, Подгорица, 1916), погинуо јануара 1942.
47. Милисав Перишић (Орахово, Подгорица, 1909)
48. Велиша Поповић Леко (Маслине, Подгорица, 1905), погинуо јун 1943.
49. Ђорђије Поповић (Дољани, Подгорица, 1904), погинуо јануара 1942.
50. Марко Поповић (Маслине, Подгорица, 1889)
51. Миљета Поповић (Цвилин, Подгорица, 1921), погинуо јуна 1942.
52. Рашко Поповић (Дољани, Подгорица, 1917)
53. Божина Бојо Прелевић (Убли, Подгорица, 1916), погинуо јуна 1943, народни херој
54. Милисав Прелевић (Убли, Подгорица, 1914)
55. Милија Рашовић (Фундина, Подгорица, 1915), погинуо априла 1943, народни херој
56. Милија Секулић (Брскут, Подгорица, 1914)
57. Ђорђија Тошковић (Тримојевићи, Подгорица, 1917), погинуо јануара 1942.
58. Комнен Тошковић (Тримојевићи, Подгорица, 1920), погинуо јануара 1942.
59. Радомир Тошковић (Тримојевићи, Подгорица, 1918), погинуо јануара 1942.
60. Рајко Тошковић (Тримојевићи, Подгорица, 1917), погинуо фебруара 1943.
61. Васо Чарапић (Убалац, Подгорица, 1914), погинуо маја 1943.
62. Вучета Чарапић (Убалац, Подгорица, 1916), заробљен и стрељан марта 1945.
63. Радомир Чарапић (Убалац, Подгорица, 1908)
64. Видак Шаковић (Клопот, Подгорица, 1922), погинуо октобра 1942.

### Трећа чета Другог батаљона
Списак бораца Треће чете Другог црногорског батаљона:
- командир: Мирко Шћепановић (Заграч, Даниловград, 1914) ваздухопловни официр-пилот ЈВ
- политички комесар: Милош Бобичић (Вучица, Даниловград, 1916), погинуо маја 1943, народни херој
- заменик командира: Ђорђије Павићевић (Спуж, Даниловград, 1907)
- борци:

1. Јован Баровић (Бандићи, Даниловград, 1922)
2. Ибрахим Башовић (Пријепоље, 1919)
3. Јана Бешић (Гостиље, Даниловград) болничарка
4. Милутин Божовић (Пећ, 1915), погинуо априла 1945.
5. Станоје Брајовић (Косић, Даниловград)
6. Драгиша Драговић (Грбе, Даниловград, 1918), погинуо фебруара 1942.
7. Јован Вујошевић Лола (Даниловград, 1919)
8. Илија Вукадиновић (Бандићи, Даниловград, 1918)
9. Вељко Вуковић (Пажићи, Даниловград, 1917), погинуо маја 1942.
10. Ђорђије Ђоле Вучековић (Даниловград, 1918), погинуо фебруара 1942.
11. Момо Вучековић (Даниловград, 1923)
12. Јагош Жарић (Мартинићи, Даниловград, 1914)
13. Бајо Ђурановић (Подглавица, Даниловград, 1920)
14. Војислав Иковић (Гостиље, Даниловград, 1919)
15. Бошко Ичевић (Загарач, Даниловград, 1921), погинуо априла 1943.
16. Љубо Јовановић (Комани, Даниловград, 1919), погинуо септембра 1943.
17. Чедомир Јовановић (Баре, Даниловград, 1921)
18. Вуко Јововић (Спуж, Даниловград, 1915), погинуо јуна 1943.
19. Владо Ковачевић (Кликоваче, Даниловград, 1918)
20. Благоје Кековић (Загарач, Даниловград, 1911), погинуо марта 1943.
21. Драго Кековић (Загарач, Даниловград, 1924), погинуо новембар 1942.
22. Марко Катанић (Кликоваче, Даниловград, 1913)
23. Милосав Кољеншнић (Баре, Даниловград, 1913), погинуо 1945.
24. Марко Павићевић (Рсојевићи, Даниловград, 1883)
25. Вукосава Перовић (Мартинићи, Даниловград, 1920) болничарка
26. Никола Перовић (Подглавица, Даниловград, 1911), погинуо новембра 1942.
27. Петар Радовић (Мартинићи, Даниловград, 1907), страдао априла 1944.
28. Душан Радоњић (Миокусовићи, Даниловград, 1917)
29. Иво Радуловић (Цетиње, 1922)
30. Марко Радуловић (Пажићи, Даниловград, 1912)
31. Мато Радуловић (Пажићи, Даниловград, 1921)
32. Мило Ракочевић (Даниловград, 1923), погинуо 1945.
33. Андрија Распоповић Чупо (Мартинићи, Даниловград, 1917)
34. Милан Распоповић (Мартинићи, Даниловград, 1915), погинуо новембра 1942, народни херој
35. Васо Рачић (Гостиље, Даниловград, 1918), погинуо априла 1943.
36. Владо Савељић (Мартинићи, Даниловград, 1919), погинуо марта 1945.
37. Ђорђије Савићевић (Спуж, Даниловград, 1915)
38. Владо Секулић (Даниловград, 1916)
39. Радоје Секулић Максо (Бандићи, Даниловград, 1914)
40. Филип Станишић (Кликоваче, Даниловград, 1905), погинуо 1943.
41. Драго Стојовић (Мартинићи, Даниловград, 1920)
42. Вујадин Томковић (Мартинићи, Даниловград, 1920), погинуо јуна 1942.
43. Вукосава Шћепановић Роквић (Загарач, Даниловград, 1914) болничарка
44. Илија Шћепановић (Загарач, Даниловград, 1917)
45. Лука Шћепановић (Бандићи, Даниловград, 1918)
46. Петар Шћепановић (Загарач, Даниловград, 1921)
47. Радомир (Џурово, Пријепоље, 1918) нестао

## Трећи крагујевачки батаљон
Трећи крагујевачки батаљон је на дан формирања бригаде имао три чете са 240 борца из Крагујевачког партизанског одреда. Овај одред формиран је крајем јула 1941. у околини Крагујевца и сачињавали су га крагујевачки радници, учесници и студенти и сељаци из околине. Своје ратно искуство, борци овог батаљона стекли су у борбама око Крагујевца и на терену према Младеновцу. У току Прве непријатељске офанзиве, новембра 1941. водили су борбе са немачком 113. дивизијом, када је Одред разбијен на делове, али не и уништен. Батаљони одреда су се уз велике губитке и осипања, преко Златибора, повукли у Санџак, где је стигло 490 бораца, до којих је 240 најспремнијих за борбу ушло у састав Прве пролетерске бригаде.

### Штаб Трећег батаљона
Састав првог Штаба Трећег крагујевачког батаљона:
- командант: Радисав Раја Недељковић (Грошница, Крагујевац, 1911), народни херој
- политички комесар: Сава Радојчић Феђа (Крагујевац, 1915)
- заменик команданта: Воја Радић (Пуста Река, Лесковац, 1902), народни херој
- заменик политичког комесара: Душан Кораћ (Крагујевац, 1921), народни херој
- члан Штаба и политички комесар чете на располагању: Милорад Раде Митровић (Крагујевац, 1912)
- референт санитета: Војислав Дулић (Пожаревац, 1902), лекар
- интендант: Тихомир Јанић (Белошевац, Крагујевац, 1914)
- члан Штаба: Милош Вучковић (Улцињ, 1914), народни херој
- курир: Милорад Банковић Сићко (Бајковац, Крагујевац, 1922), погинуо јуна 1944.
- курир: Душан Сретеновић (Белошевац, Крагујевац, 1919), заробљен и убијен августа 1943.
- курир: Миодраг Стефановић Попче (Белошевац, Крагујевац, 1920), погинуо августа 1944.
- болничарка: Ирина Кнежевић (Петроград, Русија, 1914)
- болничарка: Босиљка Вукановић Чама (Беране, 1910)
- болничарка: Ана Живковић Беба (Вршац, 1915)

### Прва чета Трећег батаљона
Списак бораца Прве чете Трећег шумадијског батаљона:
- командир: Милован Ивковић (Невесиње, 1905)
- политички комесар: Витомир Јањић (Белошевац, Крагујевац, 1918), погинуо октобра 1943.
- заменик командира: Радомир Ђурић Дућа (Београд, 1917)
- заменик политичког комесара: Мирко Јовановић (Крагујевац, 1923), народни херој
- борци:

1. Владислав Андрић Карга (Крагујевац, 1925)
2. Стеван Аранђеловић (Белошевац, Крагујевац, 1920)
3. Петар Бабић Професор (Жабљак, 1910)
4. Мартин Баги (Плетерница, Славонска Пожега, 1906)
5. Бранислав Барјактаревић (Крагујевац, 1911)
6. Драган Благојевић (Крагујевац, 1924), погинуо марта 1943.
7. Жика Богавац (Краљево, 1927), погинуо јуна 1943.
8. Богољуб Бојовић Боле (Ивањица, 1924), погинуо августа 1944.
9. Ружица Бојовић (Крагујевац, 1921), погинуо јануара 1942.
10. Христивоје Бошковић (Грошница, Крагујевац, 1921)
11. Радомир Бугарски Бата (Крагујевац, 1900), погинуо јуна 1943.
12. Милинко Вуксановић (Грошница, Крагујевац, 1925)
13. Радмило Вуксановић (Грошница, Крагујевац, 1914)
14. Живко Грујић Жижа (Беочин, 1913)
15. Драган Димитријевић Кики (Белошевац, Крагујевац, 1895) водник
16. Ђура Димитријевић (Белошевац, Крагујевац, 1920), погинуо фебруара 1943, народни херој
17. Милорад Димитријевић Чика Микан (Белошевац, Крагујевац, 1895) водник
18. Живорад Ђорђевић Жика Муштиклар (Божурња, Крагујевац, 1924), погинуо маја 1944.
19. Милан Ђорђевић Мане (Крагујевац, 1923)
20. Миодраг Ивановић Јаско (Крагујевац, 1920)
21. Михаило Јанић Мурат (Белошевац, Крагујевац, 1920)
22. Светолик Јанић Бата (Белошевац, Крагујевац, 1920)
23. Димитрије Јанковић Цици (Крагујевац, 1921), погинуо децембра 1943.
24. Спасоје Јанковић (Љубић, Кнић, 1923)
25. Бошко Јањић Мали (Гружа, Крагујевац, 1924), погинуо октобра 1942.
26. Верољуб Јовановић (Крагујевац, 1921), погинуо 1944.
27. Душан Јовановић Седлар (Крагујевац, 1924), погинуо маја 1943.
28. Мијушко Јовановић (Трстеник, 1921)
29. Миодраг Јовановић Мића Корчагин (Смедеревска Паланка, 1922)
30. Надежда Јовановић (Крагујевац, 1922)
31. Чедомир Јовановић Чеда Мандов (Крагујевац, 1921)
32. Миле Јовић Брица (Београд, 1907)
33. Мирјана Ковачевић Мица (Крагујевац, 1921), погинула 1943.
34. Еуген Лабарић (Славонски Брод, 1926)
35. Момир Марковић Мома (Крагујевац, 1905)
36. Немања Марковић (Крагујевац, 1915)
37. Миодраг Матић Соске (Крагујевац, 1916), погинуо фебруара 1942.
38. Радомир Миладиновић Кале (Крагујевац, 1920)
39. Миливоје Милићевић Мали Микан (Корман, Крагујевац, 1919)
40. Милоје Милојевић (Урсуле, Рековац, 1912) народни херој
41. Тихомир Милојевић (Корман, Крагујевац, 1921), погинуо 1944.
42. Бранислав Миљковић (Ботуње, Крагујевац, 1922), погинуо априла 1944.
43. Светолик Младеновић Сеља (Страгари, Крагујевац, 1920)
44. Владислав Недељковић Дрндало (Грошница, Крагујевац, 1915)
45. Миодраг Нешић Кеша (Крагујевац, 1919) десетар
46. Светолик Нешић Стари Уча (Крагујевац, 1906)
47. Јован Пејковић Кеза (Гледић, Краљево, 1919)
48. Богосав Петровић Пекар (Крагујевац, 1922), погинуо фебруара 1942.
49. Миодраг Петровић (Драгобраћа, Крагујевац, 1922), погинуо јуна 1943.
50. Драгослав Ратинац Гоша (Грошница, Крагујевац, 1921), погинуо 23. децембра 1941. у првој борби бригаде
51. Миодраг Ратинац (Грошница, Крагујевац, 1898) десета, погинуо 23. децембра 1941. у првој борби бригаде
52. Стеван Роглић Рогоња (Крагујевац, 1921)
53. Ђоко Секулић (Чумић, Крагујевац, 1925), погинуо фебруара 1942.
54. Степан Секулић (Чумић, Крагујевац), погинуо фебруара 1942.
55. Веселин Секули Веса (Чумић, Крагујевац)
56. Драган Драги Симић Друг (Крагујевац, 1915), погинуо новембра 1942.
57. Бранко Станојловић (Крагујевац, 1921)
58. Драгољуб Стефановић Муса (Вињиште, Крагујевац, 1920)
59. Жика Стефановић Џип (Крагујевац, 1917)
60. Милисав Стефановић Чика Милисав (Крагујевац, 1895)
61. Првослав Стојановић Прца (Крагујевац, 1920), погинуо марта 1945.
62. Драгомир Тодоровић Тошке (Крагујевац, 1922)
63. Брица Фрањо, погинуо
64. Жарко Цветковић Жаре (Крагујевац, 1903), умро септембра 1944.
65. Милорад Цветковић Брица (Крагујевац, 1921), погинуо априла 1943.

### Друга чета Трећег батаљона
Списак бораца Друге чете Трећег шумадијског батаљона:
- командир: Момчило Мома Станојловић (Крагујевац 1916), поручник-пилот ЈВ, погинуо јуна 1943, народни херој
- политички комесар: Мирко Миљевић (1920)
- заменик командира: Љубиша Веселиновић Врабац (Књажевац, 1917)
- заменик политичког комесара: Урош Бајић (Ресановци, Бос. Грахово, 1917)
- борци:

### Трећа чета Трећег батаљона
Списак бораца Треће чете Трећег шумадијског батаљона:
- командир: Миодраг Стевић Прња (Крагујевац, 1910)
- политички комесар: Миодраг Филиповић Фића Пекар (Гривац, Крагујевац, 1921)
- заменик командира: Драгољуб Драги Миленковић (Грбица, Крагујевац, 1910)
- заменик политичког комесара: Карло Шван (Добој, 1918), погинуо јуна 1943.
- борци:

## Четврти краљевачки батаљон
Четврти краљевачки батаљон је на дан формирања бригаде имао 207 бораца из Краљевачког и Копаоничког партизанског одреда. Краљевачки одред формиран је крајем јула 1941, а у септембру је имао 11 чета. Његови борци ратно искуство су стекли у илегалним акцијама у Краљеву и борбама за ослобођење Ушћа, Врњачке Бање, Матарушке Бање и акцијама на друму и железничкој прузи у долини Ибра, у којој је била успостављења прва партизанска железница од Рашке до Богутовца. Борци одреда су два месеца учествовали у опсади Краљева и три напада на град. У току Прве непријатељске офанзиве, заједно са деловима Копаоничког одреда, Краљевачки одред је водио тешке борбе са деловима 113. немачке дивизије, који су наступали правцем Краљево—Рашка. Након тешких борци, губитака и осипања бораца, Краљевачки и Копаонички одред били су принуђени на повлачење према Санџаку. Око 230 бораца Краљевачког одреда, успело је да се преко Ивањице пребаци у Нову Варош, од чега су њих 144 постали борци Прве пролетерске бригаде. Копаонички одред формиран је крајем јула 1941. и био је састављен углавном од рудара из рудника у долини Ибра, а у њему је било и сељака и избеглица са Косова. Рато искуство, борци овог одреда, стекли су нападом на рудник Бело Брдо и акцијама у долини Ибра. Учествовали су у ослобођењу Рашке, као и борбама око Краљева. Једна чета Копаоничког одреда налазила се у ослобођеном Ужицу, као посадна јединица, па се након Прве непријатељске офанзиве, са главнином партизанских снага повукла у Санџак. Од бораца те чете и делова Копаоничког одреда, који су се повукли заједно са Краљевачким одредом, формирана је Четврта рударска чета.

### Штаб Четвртог батаљона
Састав првог Штаба Четвртог краљевачког батаљона:
- командант: Павле Јакшић (Блатуша, Карловац, 1913) народни херој
- политички комесар: Миро Драгишић Пипер (Сеоци, Подгорица, 1912), погинуо априла 1944.
- заменик команданта и командир Четврте рударске чете: Милан Симовић Зека (Витковци, Краљево, 1917) поднаредник-пилот ЈВ
- заменик политичког комесара: Момчило Петровић Трша (Краљево, 1919), погинуо јула 1942.
- начелник Штаба: Миле Павичић Капетан (Сребреница, 1899) ваздухопловни капетан прве класе ЈВ
- интендант: Милутин Вујовић Вујаклија (Чачак, 1919)
- интендант: Воја Бојовић (Рочевићи, Краљево, 1908)
- референт санитета: Чедомир Касалица (Грачац, Краљево, 1919) студент медицине
- командир чете на располагању: Јожеф Друшковић Пепо (Словењ Градец, 1912), погинуо јануара 1942.

Батаљонски санитет
Састав батаљонског санитета:
- болничарка: Бранка Милинковић (Шабац, 1922)
- болничар: Павле Павићевић (Косић, Даниловград, 1912), погинуо септембра 1943.
- борац: Владимир Миленковић (Дедевци, Краљево, 1905)

### Прва чета Четвртог батаљона
Списак бораца Прве чете Четвртог краљевачког батаљона:
- командир: Милан Антончић Велебит (Госпић, 1918) артиљеријски подофицир ЈВ, народни херој
- политички комесар: Олга Јовичић Рита (Ужичка Пожега, 1921),[б] погинула јула 1942, народни херој
- заменик командира: Благоје Богавац (Велиђе, Беране)
- заменик политичког комесара: Милан Коен (Пожаревац, 1912)
- борци:

### Друга чета Четвртог батаљона
Списак бораца Друге чете Четвртог краљевачког батаљона:
- командир: Новак Ђоковић (Трстеник, 1912)
- политички комесар: Душан Ристић (Краљево, 1908)
- борци:

### Крушевачка чета Четвртог батаљона
Списак бораца Крушевачке чете Четвртог краљевачког батаљона:
- командир: Живан Маричић (Жича, Краљево, 1912), погинуо јуна 1943, народни херој
- политички комесар: Момчило Дугалић (Рибница, Краљево) народни херој
- заменик командира: Новица Јолић (Рибница, Краљево, 1921), погинуо децембра 1941.
- заменик политичког комесара: Јово Шаренац (Кифино Село, Невесиње, 1914)
- борци:

### Рударска чета Четвртог батаљона
Списак бораца Рударске чете Четвртог краљевачког батаљона:
- командир и заменик команданта батаљона: Милан Симовић Зека (Витковци, Краљево, 1917) поднаредник-пилот ЈВ
- политички комесар: Жарко Вукотић (Подгорица, 1912), погинуо фебруара 1943.
- заменик командира: Никола Кртинић (Рудопоље, Грачац, 1914), погинуо децембра 1941.
- заменик политичког комесара: Раде Милићевић (Звијерина, Билећа, 1910), погинуо маја 1943, народни херој
- борци:

## Пети шумадијски батаљон
Пети шумадијски батаљон је на дан формирања бригаде имао 170 бораца из Првог шумадијског партизанског одреда, који су сачињавали борци са територије између Крагујевца, Горњег Милановца и Младеновца и неколико избеглица из Војводине; као и Ужичке чете Ужичког партизанског одреда. Борци Првог шумадијског одреда ратно искуство су стекли у борбама на падинама Рудника, борбама за ослобођење Рудника и Горњег Милановца и борбама са окупаторско-квислиншким јединицама које су у више наврата покушавале да овладају Рудником. На почетку Прве непријатељске офанзиве, одред је водио тешке борбе са недићевцима, љотићевцима и четницима, коју су наступали преко Горњег Милановца и са десном колоном немачке 113. дивизије, која је успела да разбије одред, нанесе му тешке губитке и његове остатке натера на повлачење преко Златибора. У Санџак је стигло свега око 150 бораца, од којих је њих 110 ступило у Прву пролетерску бригаду, односно Прву и Другу чету Петог батаљона. У једном воду Прве чете било је 19 Словенаца из Словеначке партизанске чете Иван Цанкар, формиране у ослобођеном Ужицу од Словенаца протераних у Србију. Трећу чету Петог батаљона сачињавали су омладинци из Ужица, чија је чета учествовала у одбрани Ужица, а потом се пребацила преко Шаргана на планину Тару. Учествовала је у обезбеђивању Врховног штаба НОПОЈ током његовог боравка у Дренови и успела да одбије напад једне италијанске колоне дивизије „Пустерија”, која је изненада избила из Пријепоља и угрозила Врховни штаб. Као пратња Врховног штаба, припадници ове чете су стигли у Рудо 19. децембра.

### Штаб Петог батаљона
Састав првог Штаба Петог шумадијског батаљона:
- командант: Милан Илић Чича Шумадијски (Трешњевица, Аранђеловац, 1889), погинуо јануара 1942, народни херој
- политички комесар: Драган Павловић Шиља (Београд, 1908), погинуо јануара 1942, народни херој
- заменик команданта и командир Прве чете: Вељко Томић (Боан, Шавник, 1910)
- заменик политичког комесара и политички комесар Друге чете: Станко Џингалашевић (Смедерево, 1912), погинуо августа 1942.

### Прва чета Петог батаљона
Списак бораца Прве чете Петог шумадијског батаљона:
- командир и заменик команданта батаљона: Вељко Томић (Боан, Шавник, 1910)
- политички комесар: Константин Ђукић Којица (Младеновац, 1914), погинуо јануара 1942.
- заменик командира: Јован Васиљевић (Младеновац, 1920)
- заменик политичког комесара: Милорад Тошић (Аранђеловац, 1898), погинуо јула 1942.
- борци:

### Друга чета Петог батаљона
Списак бораца Друге чете Петог шумадијског батаљона:
- командир: Божидар Радивојевић Херцеговац (Херцеговина, 1908), погинуо јануара 1942.
- политички комесар и заменик политичког комесара батаљона: Станко Џингалашевић (Смедерево, 1912), погинуо августа 1942.
- заменик командира: Марко Мојевић (Ваљево, 1912), погинуо августа 1942.
- заменик политичког комесара: Давид (Сарајево, 1921), умро јула 1943.
- борци:

### Трећа ужичка чета Петог батаљона
Списак бораца Треће ужичке чете Петог шумадијског батаљона:
- командир: Никола Љубичић (Каран, Ужице, 1916) народни херој
- политички комесар: Милета Миловановић (Крчагово, Ужице), заробљен и стрељан 1943.
- заменик командира: Божо Ђорђевић (Горњи Милановац, 1918)
- заменик политичког комесара: Радоје Љубичић (Биоска, Ужице, 1920) народни херој
- борци:

## Шести београдски батаљон
Шести београдски батаљон је на дан формирања бригаде имао 207 бораца из Другог београдског батаљона и једне чете Првог батаљона Посавског партизанског одреда, који је настао крајем јула 1941. поделом дотадашњег Космајско-посавског одреда. Одред је брзо растао и у њему су септембра 1941. формирани батаљони, чије су борце углавном сачињавали земљорадници са подручја београдске Посавине и радници и студенти из Београда. Други батаљон овог одреда носио је назив „београдски” јер је дејствовао јужно од Београда, на терену од Барајева до Степојевца. Борци Посавског одреда своје ратно искуство стекли су у нападима на жандармеријске станице, железничке станице и др. У току Прве непријатељске офанзиве, Други београдски батаљон се сукобио са немачким 125. ојачаним пешадијским пуком, који га је приморао да напусти своју територију и повуче се ка Руднику, где је стигао са око 260 бораца. Заједно са Космајским и Шумадијским одредом, овде је од 20. до 28. новембра водио борбе око Рудника, а затим се преко Златибора повукао у Радоињу, где је стигао са 154 борца. Овде је реорганизован и упућен према Сјеници, где је 22. децембра учествовао у нападу на град, када је погинуло 28, а рањено 11 бораца. Након напада на Сјеницу, од преосталих бораца (98) формиране су Прва и Друга чета Београдског батаљона Прве пролетерске бригаде, које су у састав бригаде ушле 13. јануара 1942. у близини Праче, код Пала.
Трећа посавска чета Шестог београдског батаљона имала је 50 бораца из Првог батаљона Посавског партизанског одреда. Приликом одступања из Посавине, ова чета се одвојила од Првог батаљона и држала је положаје према Бајиној Башти у била у Ужицу, где је учествовала у борбама на Кадињачи. Потом се повлачила преко Златибора и стигла у Санџак. Борцима посавске чете је Филип Кљајић Фића 14. децембра 1941. саопштио да улазе у састав Прве пролетерске бригаде, али је чета до 23. децембра остала по задатку на положајима. У састав бригаде Посавска чета је ступила 6. јануара 1942. у Подроманији. Након уласка у бригаду, налазила се најпре под непосредном командом Штаба бригаде, а потом привремено у саставу Петог шумадијског батаљона. Након преласка Игмана и доласка у ослобођену Фочу, фебруара 1942. Посавска чета је распоређена у састав Шестог београдског батаљона, пошто се у време устанка у Србији налазила у саставу Посавског партизанског одреда.

### Штаб Шестог батаљона
Састав првог Штаба Шестог београдског батаљона:
- командант: Миладин Ивановић (Лаловићи, Даниловград, 1906)
- политички комесар: 
  - до 2. јануара 1942: Љубомир Живковић Шпанац (Црвени Брег, Бела Паланка, 1918), погинуо новембра 1942, народни херој
  - од 2. јануара 1942: Чедомир Миндеровић (Београд, 1912)
- заменик команданта: 
  - до 2. јануара 1942: Добривоје Цекић (Дражевац, Обреновац, 1902)
  - од 2. јануара 1942: Павле Илић Вељко (Брусник, Неготин, 1910) инжењеријски капетан ЈВ
- заменик политичког комесара: Иван Вондрачек Вањка (Гашници, Ђаково, 1904)
- интендант: Љубомир Живковић Шпанац (Црвени Брег, Бела Паланка, 1918), погинуо новембра 1942, народни херој
- референт санитета: Наташа Шевченко (Русија, 1915) лекар, погинула јануара 1942.
- курир: Живко Трнинић Жића (Шабац, 1921)

### Прва чета Шестог батаљона
Списак бораца Прве чете Шестог београдског батаљона:
- командир: Душан Шајатовић (Вараждин, 1905), погинуо децембра 1941.
- политички комесар: Душан Ђорђевић Корошец (Београд, 1912), погинуо децембра 1941.
- борци:

### Друга чета Шестог батаљона
Списак бораца Друге чете Шестог београдског батаљона:
- командир: Павле Илић Вељко (Брусник, Неготин, 1910) инжењеријски капетан ЈВ
- политички комесар: Миша Штерк (Чург, Нови Сад, 1912), погинуо новембра 1942.
- политички делегат вода: Миладин Петровић Морж (Конатице, Обреновац, 1920), стрељан децембра 1943.
- секретар четне ћелије КПЈ: Драган Марковић (Забрежје, Обреновац, 1919), погинуо јула 1943. у Зворнику
- болничарка: Лепосава Марковић (Забрежје, Обреновац, 1926)
- борци:[41]

1. Милорад Бркић Ицин (Баћевац, Београд, 1920)
2. Марко Васић (Остојићево, Кикинда, 1920), погинуо јула 1943. у Зворнику
3. Станко Гаћеша (Банија, 1910), погинуо јануара 1943. код Јелаха, Теслић
4. др Милорад Дрењанин (Мала Моштаница, Београд, 1924)
5. Лала Дудош (Меленци, Зрењанин), погинуо јануара 1943. на Деветинама, код Прњавора
6. Милутин Ераковић (Пироман, Обреновац, 1902), погинуо септембра 1943. у Цисти, Далмација
7. Јован Живковић (Буковац, Фрушка гора, 1917)
8. Бора Животић Жабац (Бучак, Смедерево, 1915), умро јула 1942. код Коњица
9. Владимир Илић Мали Шуца (Парцане, Сопот, Београд, 1910)
10. Сулејман Мујо Исламовић (Радаслије, Гламоч, 1904), погинуо 1943. у околини Гламоча
11. Радивоје Јеринић (Дражевац, Обреновац, 1898)
12. Добривоје Максимовић (Шиљаковац, Београд, 1912) погинуо 22. децембра 1941. у Сјеници
13. Живорад Маринковић (Баћевац, Београд, 1924), погинуо јуна 1943. на Зеленгори
14. Радован Маринковић (Шиљаковац, Београд, 1921), погинуо јануара 1943. на Деветинама код Прњавора
15. Живота Марић (Вранић, Београд, 1922)
16. Миодраг Марковић Брица (Степојевац, Лазаревац, 1924), погинуо 2. августа 1942. код Дувна
17. Миодраг Мирковић (Степојевац, Лазаревац, 1923), погинуо 22. децембра 1941. у Сјеници
18. Добривоје Михајловић (Баћевац, Београд, 1909)
19. Љубивоје Михајловић (Баћевац, Београд, 1915)
20. Радомир Николић (Велики Борак, Београд, 1922)
21. Чедомир Николић (Велики Борак, Београд, 1904), погинуо фебруара 1944. код Мркоњић Града
22. Радован Пантелић Пура (Баћевац, Београд, 1920)
23. Љубиша Пауновић (Паунић) (Степојевац, Лазаревац, 1921), погинуо 20. новембра 1942. у Ситници
24. Златомир Петровић (Велики Борак, Београд, 1922)
25. Јанко Петровић Кулаш (Дражевац, Обреновац, 1878)
26. Срећко Петровић (Дражевац, Обреновац, 1890)
27. Живорад Радовановић Космајац (Сибница, Сопот, 1922)
28. Спасоје Радовановић Сеља (Вранић, Београд, 1925)
29. Михаило Реновчевић Микица (Шабац, 1922)
30. Вељко Сремачки (Србобран, Нови Сад, 1907)
31. Милан Станковић Миланче (Мељак, Београд)
32. Тихомир Степановић (Вранић, Београд, 1914)
33. Драгослав Стефановић Средњошколац (Београд, 1923)
34. Живко Стефановић (Барајево, Београд, 1925), погинуо јуна 1943. код Сухе, Сутјеска
35. Илија Совиљ (Кијани, Госпић, 1922)
36. Љубомир Стублинчевић Љуба (Дражевац, Обреновац, 1915)
37. Миливоје Танасијевић Буља (Баћевац, Београд, 1922), погинуо јуна 1943. на Сутјесци
38. Милутин Танасијевић (Баћевац, Београд, 1920), погинуо маја 1943. на Троврху, Фоча
39. Живко Тодоровић (Вранић, Београд, 1925)
40. Петар Убавић (Беочин, Нови Сад, 1911), погинуо (?)
41. Душан Умчанин (Стројнице, Јајце, 1916), погинуо јуна 1942. у Коритима, Гацко
42. Живорад Цекић (Дражевац, Обреновац, 1923)
43. Јован Четник (Цетина, Врлика, Далмација, 1912), погинуо априла 1944. код Богмиловића, Даниловград
44. Марко Чича (Велика Рујишка, Приједор, 1915), погинуо 20. новембра 1942. у Ситници

### Трећа чета Шестог батаљона
Списак бораца Треће чете Шестог београдског батаљона:
- командир: Синиша Николајевић (Пирот, 1914) интендантски поручник ЈВ, погинуо јула 1943, народни херој
- политички комесар: Добривоје Пешић (Пећани, Умка, 1915)
- политички делегат вода: Бранко Андрић (Ноћај, Шабац, 1912), погинуо јуна 1943.
- борци:

### Посавска чета Шестог  батаљона
Списак бораца Посавске чете Шестог београдског батаљона:
- командир: Момчило Вукосављевић (Грабовац, Обреновац, 1917) ваздухопловни наредник ЈВ, погинуо августа 1942.
- политички комесар: Иван Штагљар (Сарајево, 1914), погинуо јануара 1942.
- заменик команданта: Живојин Николић Жоја (Стублине, Обреновац, 1912), погинуо јануара 1942.
- заменик политичког комесара: Милосав Бојић (Љубинић, Обреновац, 1922)[в]
- борци: